# アフガニスタンサッカー連盟
アフガニスタンサッカー連盟（アフガニスタンサッカーれんめい、パシュトー語:د افغانستان د فوټبال فدراسيون、ダリ―語:فدراسیون فوتبال افغانستان）は、アフガニスタンにおけるサッカー連盟である。略称はAFF。本部は首都であるカーブルに置かれる。

## 概要
1922年に設立され、国際サッカー連盟（FIFA）には1948年に加盟した。アジアサッカー連盟（AFC）の創設メンバーであり、創設と同時にAFCに加盟している。また、南アジアサッカー連盟には2005年に加盟したが2014年に脱退し、2015年より中央アジアサッカー協会に所属している。

## 運営・組織
- サッカーアフガニスタン代表
- サッカーアフガニスタン女子代表
- U-23サッカーアフガニスタン代表
- アフガン・プレミアリーグ